# Pulau Liwungan
Pulau Liwungan är en ö i Indonesien.   Den ligger i provinsen Banten, i den västra delen av landet, 130 km väster om huvudstaden Jakarta. Arean är 0,32 kvadratkilometer.
Terrängen på Pulau Liwungan är platt. Den sträcker sig 0,6 kilometer i nord-sydlig riktning, och 0,8 kilometer i öst-västlig riktning.